# 古楠神社 (掛川市)
古楠神社（ふるくすじんじゃ）は、静岡県掛川市の神社である。

## 由緒

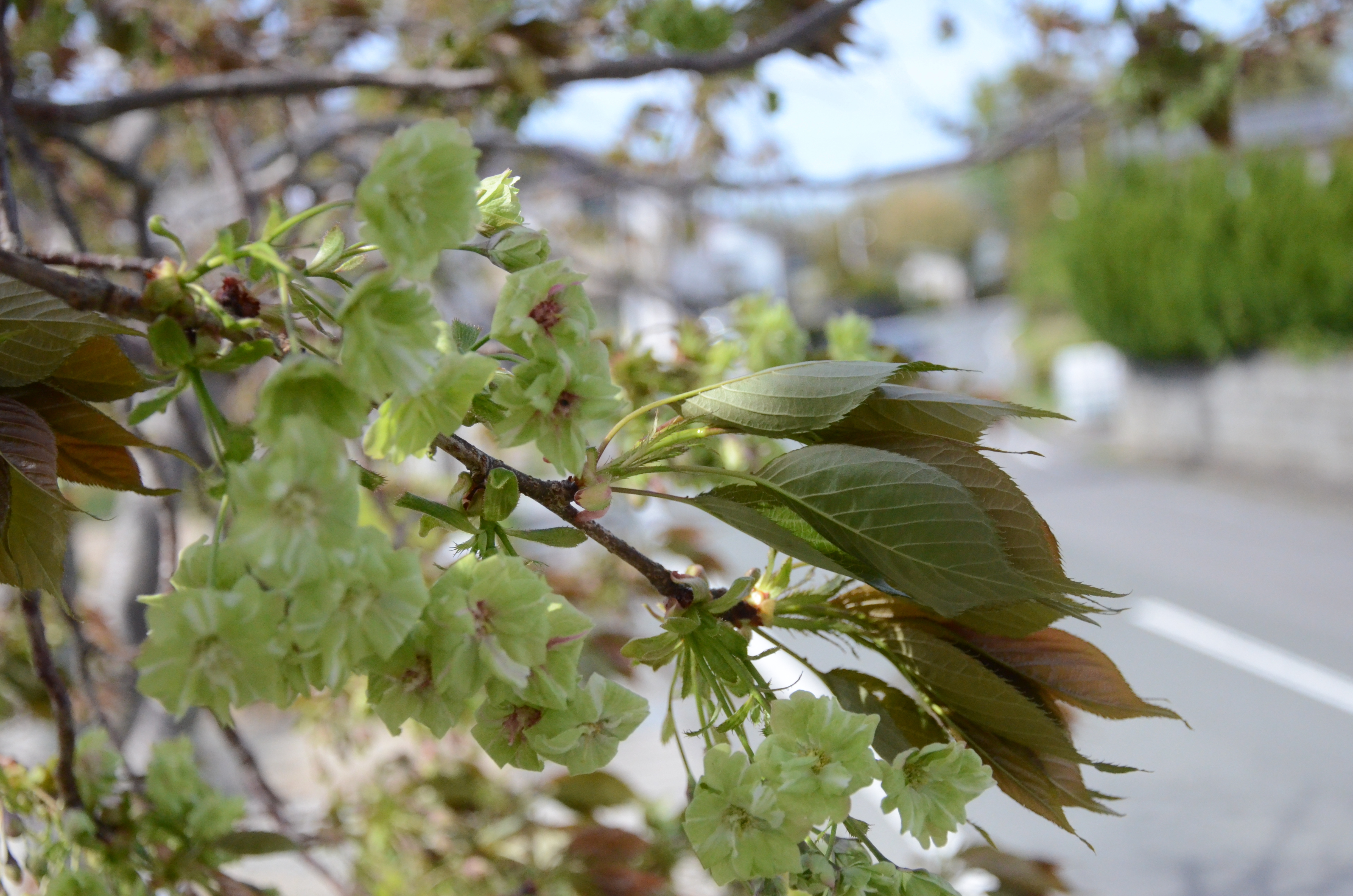
境内のギョイコウ（2016年4月）

紀州熊野より三熊野神社遷座の時、お供の神として来られた古楠天王を祀っていた。
昭和17、8年頃までは社殿はなく石畳と神木のみであった。神殿ご造営のため石畳をはずしたところ曲玉が出土した。現在三熊野神社宝物として大切に保管されている。一説には三熊野神社遷座以前から此処は神を祀る聖域であったというひともある。